# Ястржемський Микола
Микола Ястрже́мський (нар. ? — пом. 1905) — український майстер художнього фарфору.
Був майстром-модельєром Довбиської фабрики. Роботи: строгі за формою чайні і столові сервізи; невеличкі скульптури, вази з рельєфними орнаментами у стилі модерн.